# Diego asztúriai herceg
Habsburg Diego Félix (ismert még mint Ausztriai Diego Félix, spanyolul: Diego Félix de Austria; 1575. augusztus 15. – 1582. november 21.), a Habsburg-ház spanyol ágából származó spanyol infáns, II. Fülöp spanyol király és Habsburg Anna főhercegnő negyedik gyermeke, aki Asztúria hercege 1578-tól 1582-es korai haláláig.
Diego infáns 1575. augusztus 15-én született Madridban, a Habsburg-ház spanyol ágának tagjaként. Apja II. Fülöp spanyol király, aki V. Károly német-római császár és spanyol király (egyben anyai nagyanyai dédapja is) és Portugáliai Izabella infánsnő (egyben anyai nagyanyai dédanyjának) gyermeke volt. Apai nagyapai dédszülei Szép Fülöp és Őrült Johanna kasztíliai királynő, apai nagyanyai dédszülei I. Mánuel portugál király és Aragóniai Mária királyné voltak. Anyja a Habsburg-ház dunai ágából származó Anna osztrák főhercegnő, II. Miksa német-római császár (apai nagyapja unokaöccsének) és Habsburg Mária (apai nagynénjének) leánya volt. Anyai nagyapai dédszülei I. Ferdinánd német-római császár (apai nagyapja testvére) és Jagelló Anna, míg anyai nagyanyai dédszülei V. Károly német-római császár (aki egyben apai nagyapja) és Portugáliai Izabella (aki egyben apai nagyanyja).
Diego apja negyedik házasságából származott. Testvérei között van a korábbi trónörökös, Ferdinánd, Asztúria hercege, továbbá Károly Lajos infáns (még Diego születése előtt elhunyt), valamint a későbbi III. Fülöp spanyol király és a szintén gyermekként elhunyt Mária infánsnő. Apjai korábbi kapcsolataiból származó testvérei Don Carlos asztúriai herceg, Izabella Klára Eugénia infánsnő, valamint Katalin Mihaéla, Savoya hercegnéje voltak.
Habsburg Diego korai halálával az asztúriai hercegi cím öccsére, Fülöpre szállt, aki később apjukat követvén spanyol király is lett.